# Christmas Break-In
Christmas Break-In es un telefilme estadounidense familiar de 2018, dirigido por Michael Kampa, escrito por Spanky Dustin Ward, musicalizado por J Bateman, en la fotografía estuvo Kyle Moe y los protagonistas son Danny Glover, Denise Richards y Cameron Seely, entre otros. Este largometraje fue realizado por Christmas Break-In, G It’s Entertainment y Koan; se estrenó el 1 de noviembre de 2018.

## Sinopsis
Izzy es una nena de 9 años muy activa, y está en su último día de clases antes de las vacaciones de Navidad. Complicados con los horarios, sus padres no llegan a buscarla a tiempo. Surge una situación donde raptan al conserje del colegio, Izzy tendrá que solucionar ese asunto.